# Vladimír Šmicer
Vladimír Šmicer, né le 24 mai 1973 à Děčín en Tchécoslovaquie (aujourd'hui en Tchéquie), est un footballeur international tchèque.

## Biographie

### En club
C'est un meneur de jeu inspiré et doté d'une formidable « vista » du jeu. Après des débuts au SK Slavia Prague, il est repéré par le Racing Club de Lens qui le recrute en 1996. Le club artésien ne pourra que s'en féliciter lorsqu'il remporte le championnat de France de 1998 et la coupe de la Ligue 1999 avec Tony Vairelles, Frédéric Déhu, encore Jean-Guy Wallemme et Éric Sikora. 
Il part ensuite à Liverpool en 1999, où il devient un héros lors de la finale de la Ligue des Champions 2004-2005 contre le Milan AC de Paolo Maldini. Entré au bout de 20 minutes de jeu en remplacement d'un coéquipier blessé et  alors que son équipe perd 3-0, il suit l'exemple montré par son capitaine Steven Gerrard deux minutes plus tôt : d'une frappe des 25 mètres, il permet à Liverpool de revenir à 3-2. Son équipe revient à 3-3 grâce à l'égalisation de Xabi Alonso puis s'impose aux tirs au but.
Après deux saisons aux Girondins de Bordeaux il retourne au Slavia Prague. 
Il annonce la fin de sa carrière en novembre 2009 et intègre le staff de la sélection tchèque.
En 2022, le magazine So Foot le classe dans le top 1000 des meilleurs joueurs du championnat de France, à la 616e place.

### En équipe nationale
Vladimir Smicer dispute son premier tournoi international lors de l'Euro 1996 où les tchèques atteindront la finale de la compétition battus par l'Allemagne. Quatre ans plus tard, il dispute l'Euro 2000, compétition durant laquelle il inscrit un doublé face au Danemark au premier tour. Smicer dispute sa dernière compétition lors de l'Euro 2004 où il marque le but victorieux face aux Pays-Bas.  Il est appelé pour disputer la Coupe du monde de football 2006 avec la République tchèque, mais une blessure le contraint à laisser sa place à Libor Sionko. 

## Carrière
- 1992 – 1996 :  Slavia Prague
- 1996 – 1999 :  RC Lens
- 1999 – 2005 :  Liverpool FC
- 2005 – 2007 :  Girondins de Bordeaux
- 2007 – novembre 2009 :  Slavia Prague

## Palmarès

### En club
- Slavia Prague
  - Champion de République tchèque en 1996, 2008 et 2009

- RC Lens
  - Champion de France en 1998
  - Vainqueur de la Coupe de la Ligue en 1999
  - Finaliste de la Coupe de France en 1998

- Liverpool FC
  - Vainqueur de la Ligue des Champions en 2005
  - Vainqueur de la Coupe UEFA en 2001
  - Vainqueur de la Supercoupe de l'UEFA en 2001
  - Vainqueur de la Coupe d'Angleterre en 2001
  - Vainqueur de la League Cup en 2001 et 2003
  - Vainqueur du Charity Shield en 2001, finaliste en 2002

- Girondins de Bordeaux
  - Vainqueur de la Coupe de la ligue en 2007

### En sélection
- Finaliste du Championnat d'Europe de football 1996 avec la République tchèque
- 81 sélections et 27 buts avec l'équipe de République tchèque